# بيرة أرمناز
بيرة أرمناز قرية سورية تتبع ناحية أرمناز في منطقة حارم في محافظة إدلب. بلغ عدد سكانها 320 نسمة في عام 2004 حسب إحصاء المكتب المركزي للإحصاء.
تبعد عن إدلب حوالي 23 كم، موقعها الجغرافي يزيد من أهميتها حيث أنها صلة وصل بين القرى المحيطة ومدينة إدلب، ومن القرى المحيطة: أرمناز وكفر تخاريم وسلقين وملس وكوارو وكبتة وحفسرجة والدويلة. تحتوي على مدرسة ابتدائية واعدادية وثانوية. يعتمد سكانها بشكل أساسي على الزراعة وأهم المحاصيل فيها الزيتون.